# Таваф
Тава́ф (араб. طَوَاف‎ т̣ава̄ф) — ритуальный обход против часовой стрелки вокруг Каабы во время хаджа. Первый таваф совершается сразу по прибытии в Мекку.

## История
Существительное тафа «окружение» на языке религиозных культов означает «бег» или «обход» священного объекта, камня, алтаря и т. д. Обряды обхода вокруг священного объекта играли очень важную роль в религиозном обряде древних арабов. Подобные обряды были у персов, индусов, буддистов, римлян и других народов. Во времена Второго Храма при праздновании праздника кущей (суккот) израильтяне обходили алтарь Храма по одному разу в течение первых шести дней и семь раз на седьмой.
В доисламские времена арабы, почитавшие Каабу, совершали обход вокруг неё. Возможно, это древняя традиция, «привнесённая Ибрахимом», как и другие обряды хаджа. Пророк Мухаммад не упразднил обычай обхода вокруг Каабы, который стал обязательным элементом паломничества. В 630 году он сделал свой победный въезд в свой родной город и совершил таваф верхом на верблюде. Такой вид тавафа стал исключением и не вошёл в мусульманскую традицию. Согласно Ибн Хишаму, это было незадолго до смерти в момент «прощального паломничества», когда он заложил авторитетные правила для обхода. Из старых языческих обычаев по крайней мере одно было строго запрещено Пророком — это совершение таваф без какой-либо одежды.
Таваф является строго обязательным обрядом хаджа, а потому стал важным фактором в исламе. Во время правления антихалифа Абдуллаха ибн аз-Зубайра совершение паломничества в Мекку стало проблематичным, и тогда омейядский халиф Абду-ль-Малик, как сообщается, провозгласил, что таваф вокруг Купола скалы в Иерусалиме будет иметь такое же значение, как и вокруг Каабы. Если бы такое нововведение действительно существовало, то оно должно было вскоре исчезнуть вместе со своей причиной, так как в ортодоксальном исламе любой другой таваф, кроме тавафа вокруг Каабы, становился бессмысленным.
По словам Хасана ибн Али аль-‘Уджайми аль-Макки (ум. 1702), бедуины пытались выполнять таваф не только вокруг могил своих предков, но и вокруг могилы сподвижника Пророка Ибн Аббаса в Таифе.

## Порядок совершения
Особенность мусульманского тавафа в том, что обход совершается семь раз подряд, первые три из которых — с большей скоростью. Начинается и заканчивается таваф на углу Чёрного камня, а Кааба находится слева от совершающего таваф. Во время тавафа верующие стремятся поцеловать Чёрный камень или, по крайней мере, прикоснуться к нему (такбиль, истилям). Возле стены аль-Хатим верующие бегут с внешней стороны стены, так как территория между стеной и Каабой считается её внутренней территорией.
Существует три вида тавафа:
- таваф аль-тахийя или аль-кудум — «обход приветствия» или «прибытия»;
- таваф аль-ифада, или таваф аль-хадж, — основной таваф во время хаджа;
- таваф аль-вада — «обход отъезда», который по мнению большинства исламских богословов является обязательным для всех паломников, кроме женщин, у которых идут менструации или послеродовые кровотечения[2].

По окончании семикратного обхода Каабы, паломники направляются к плите «стояния Ибрахима» (макам Ибрахим) и совершают там молитву с чтением двух сур Корана — 109-й («Неверные») и 112-й («Очищение»).
Согласно хадисам, ангелы совершают таваф вокруг Бейт аль-Мамур.